# Phytomyptera latifrons
Phytomyptera latifrons är en tvåvingeart som först beskrevs av Greene 1934.  Phytomyptera latifrons ingår i släktet Phytomyptera och familjen parasitflugor.
Artens utbredningsområde är British Columbia. Inga underarter finns listade i Catalogue of Life.